# 韋雷瑟
韋雷瑟（羅馬化：Veresy）是烏克蘭北部日托米爾州日托米爾區日托米尔市镇的村莊，處於州府日托米爾市中心東北方約12公里，始建於1609年，面積0.69平方公里，海拔高度219米，2001年人口1,536。